# Carl Alfred Pedersen
Carl Alfred Pedersen (Oslo, 1882. május 5. – Oslo, 1960. június 25.) norvég olimpiai bajnok, ezüstérmes és bronzérmes tornász, hármasugró.
Az 1906. évi nyári olimpiai játékokon indult tornában és összetett csapatversenyben aranyérmes lett. Mint atléta is versenyzett, és hármasugrásban a 8. lett.
Az 1908. évi nyári olimpiai játékokon tornában összetett csapatversenyben ezüstérmes lett.
Az 1912. évi nyári olimpiai játékokon tornában svéd rendszerű összetett csapatversenyben bronzérmes.
Klubcsapata az IF Ørnulf volt.